# Сент-Геллерт тер (станция метро)
«Сент-Геллерт тер» (венг. Szent Gellért tér — площадь святого Герарда) — станция Будапештского метрополитена. Расположена на линии M4 (зелёной), между станциями «Мориц Жигмонд кёртер» и «Фёвам тер».
Открыта 28 марта 2014 года в составе пускового участка линии M4 «Келенфёльд вашуталломаш» — «Келети пайаудвар».
Находится в Буде на правом берегу Дуная на спуске моста Свободы у подножия горы Геллерта. На участке между «Фёвам тер» и «Сент-Геллерт тер» линия M4 пролегает под Дунаем.

## Наземный транспорт
Автобусы: 7, 133E; трамваи: 19, 41, 47, 48, 49, 56, 56A